# Square de Tocqueville
Le square de Tocqueville est une voie du 17e arrondissement de Paris, en France.

## Situation et accès
Le square de Tocqueville est une voie située dans le 17e arrondissement de Paris. Il débute au 120, rue de Tocqueville et se termine en impasse.

## Origine du nom

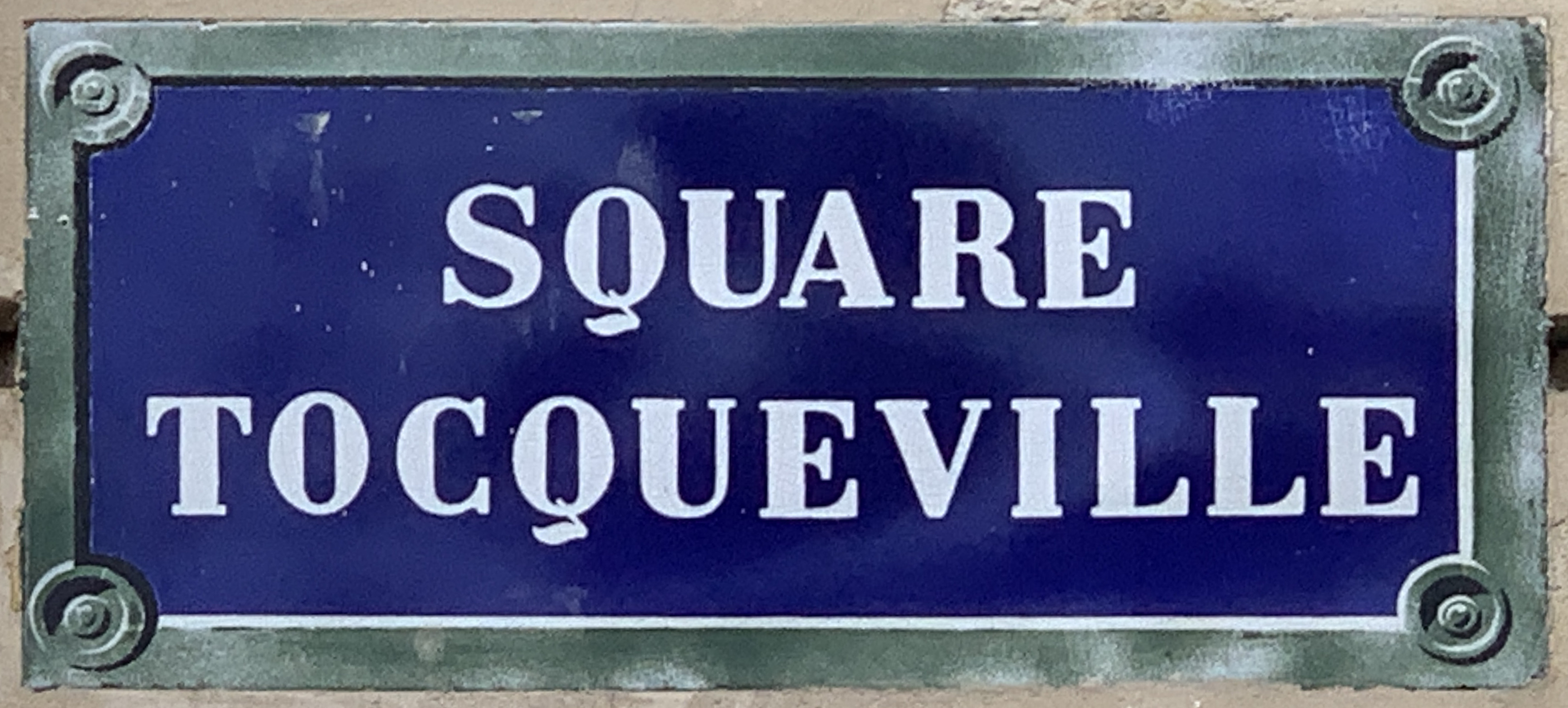
Plaque du square.

Elle porte le nom de l'historien Alexis de Tocqueville (1805-1859).

## Historique
La voie est ouverte sous sa dénomination actuelle en 1912.